# Sommelier

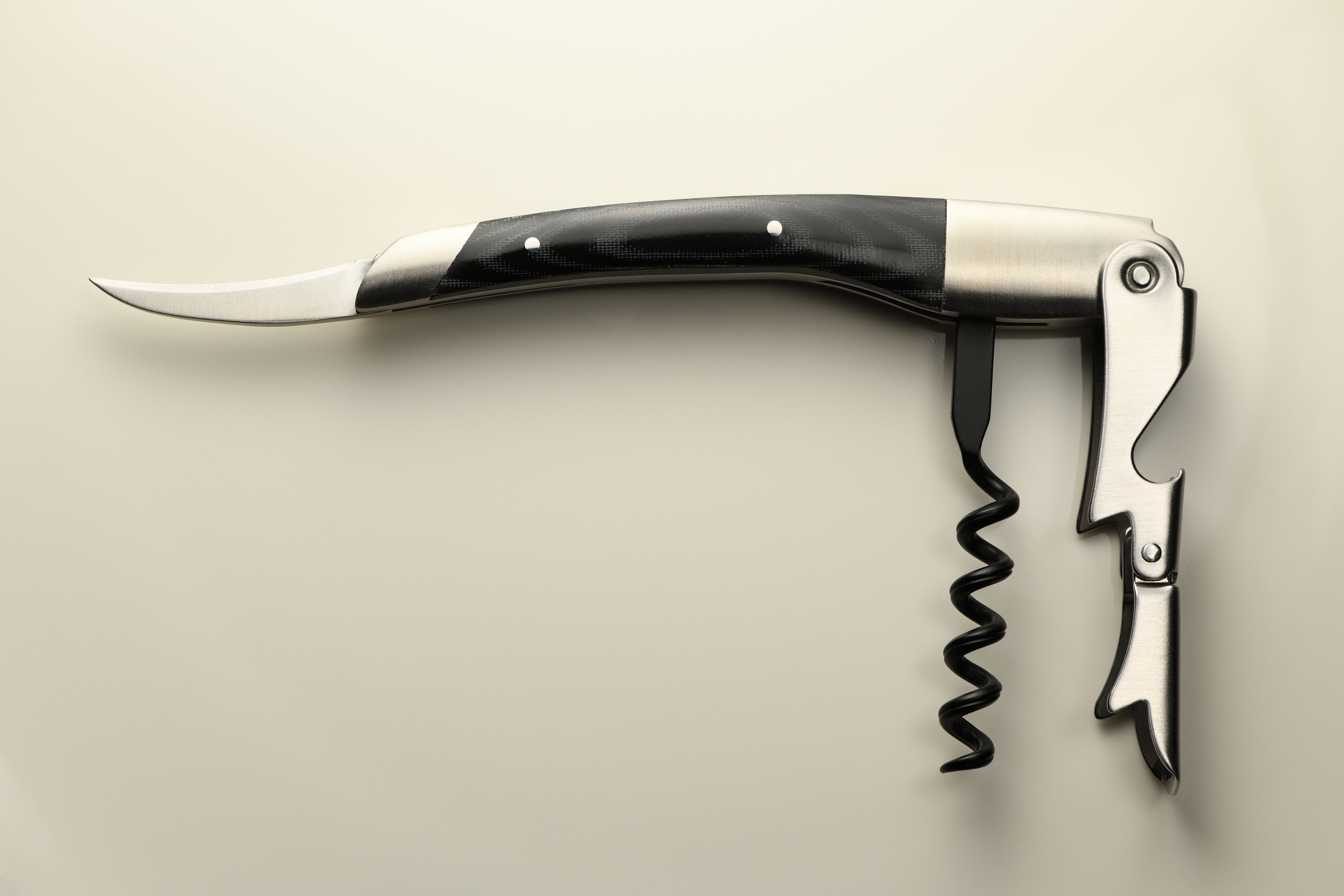
Llevataps de sommelier, una de les seves eines més característiques.

El sommelier (del llatí sumiller:praefectus quidam in domo regiae) és l'expert en vins que suggereix a la clientela dels grans restaurants el vi apropiat per a l'ocasió. Tradicionalment a Europa un sommelier que ha estat certificat professionalment s'identifica perquè porta sobre el seu pit una petita tassa de plata penjada, el tastavins o tastevin. A Amèrica del Nord, se'l coneix com a sommelier o wine steward i poques vegades porta el tastavins.
A diferència d'un enòleg, la funció del sommelier és la d'analitzar els vins des de la perspectiva del consumidor, d'una manera objectiva, sense cap lligam amb el productor.

## Serveis del sommelier
Tradicionalment la funció del sommelier es trobava limitada als serveis del vi en un restaurant. Encara que això és encara una pràctica important, avui en dia el paper del sommelier és molt més ampli.
A causa de l'educació, coneixements i experiència que adquireixen, molts sommeliers treballen com a crítics de vins, escriptors, educadors i consultors. Alguns altres treballen com agents lliures, oferint els seus serveis com maitre, relacions públiques i coneixedors del món gastronòmic, també realitzen tasts, degustacions privades i presentacions.
Quan un sommelier treballa per a un restaurant, les seves responsabilitats inclouen crear la carta de vins, suggerir l'adquisició de vins tenint en compte la disponibilitat al mercat on opera el restaurant i el tipus de menjar que s'hi serveix, i administrar i dirigir tots els aspectes associats a l'emmagatzematge i maneig dels vins-la celler. En addició, el sommelier s'encarrega de formar el personal sobre el correcte servei del vi, per crear la millor experiència possible per al client.
El seu paper també inclou guiar i respondre qualsevol pregunta que els clients tinguin amb relació a la carta de vins i el seu maridatge amb els plats oferts en el menú. Ha de proveir un rang de preus compatibles amb les expectatives del client, i vins interessants per als més aventurers comensals.
D'un temps ençà, els sommeliers duen a terme la selecció de la cava de cigars o humectador, els cafès i altres infusions, olis, vinagres, sals i espècies de taula, i cartes d'aigua. On més sobresurten després del vi, és en els licors i les begudes destil·lades.

## Formació del sommelier
Un sommelier professional és graduat d'un programa reconegut a nivell internacional i es manté constantment actualitzat pel que fa a tots els vins llançats a nivell mundial, i les diferents tendències gastronòmiques. Aquesta actualització de coneixements no només ha de ser teòrica, sinó el que és més important, pràctica. Encara que existeixen diverses universitats, acadèmies i cambres de comerç on es realitzen cursos de formació, no tots són reconeguts a nivell internacional. Les classes són dictades per reconeguts enòlegs, sommeliers i representants de la indústria vinícola.

## A Catalunya
A Catalunya els estudis de sommelier es fan en forma de màster, i es poden estudiar al Centre d'Estudis Tècnics i Turístics, a l'Escola Superior d'Hostaleria de Barcelona, a l'Institut Escola d'Hostaleria i Turisme, a Girona i a la Fundació de la Universitat Rovira i Virgili, a Tarragona. L'Associació Catalana de Sommeliers es va fundar el 1990, i és la segona més antiga de tot l'estat, després de l'asturiana. Des del 2016, la presidenta n'és Anna Vicens.